# Dendronephthya alcocki
Dendronephthya alcocki is een zachte koraalsoort uit de familie Nephtheidae. De koraalsoort komt uit het geslacht Dendronephthya. Dendronephthya alcocki werd in 1906 voor het eerst wetenschappelijk beschreven door Thomson & Henderson. 